# Daniel Tammet

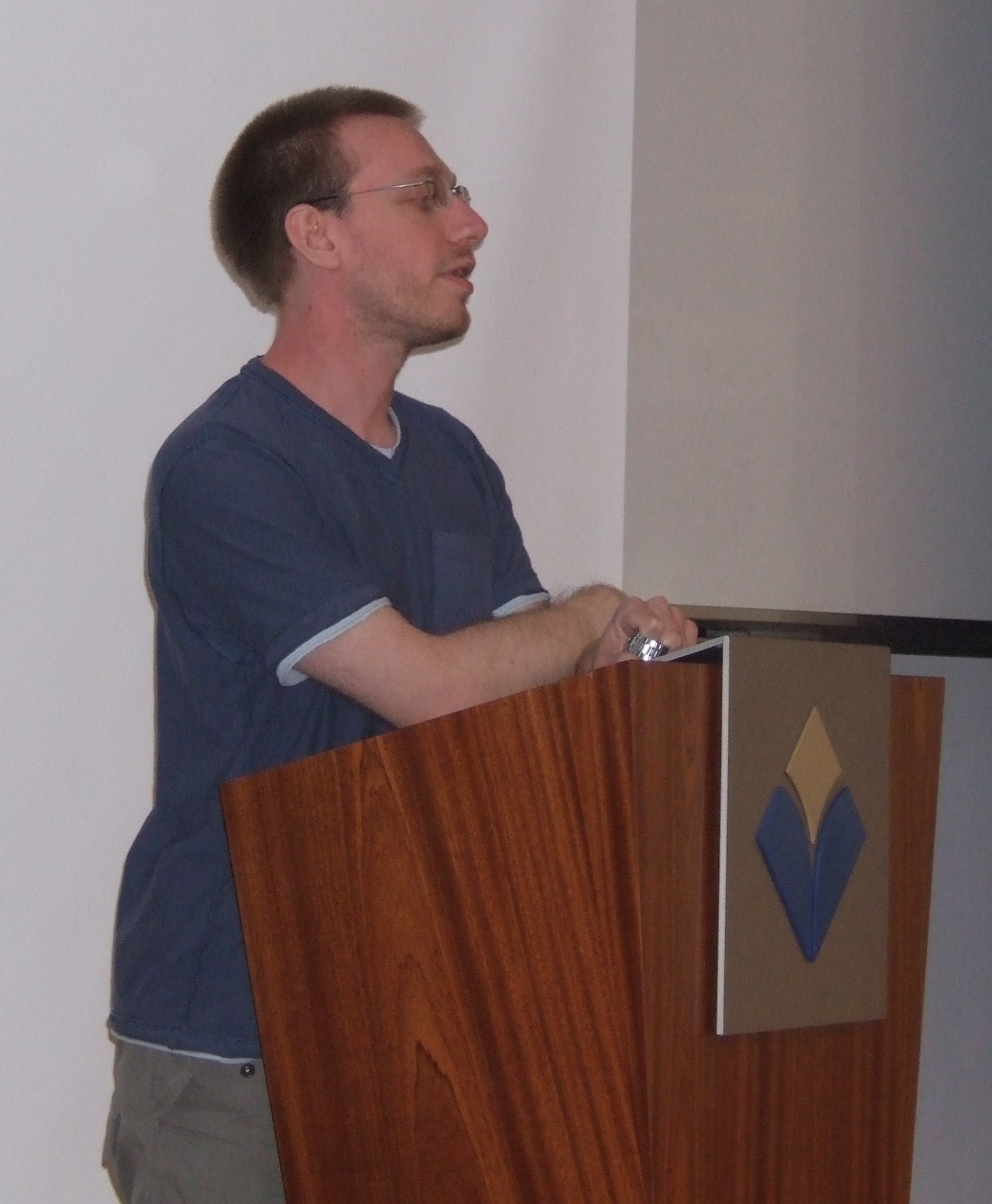
Daniel Tammet

Daniel Paul Tammet (31 januari 1979, Londen) is een Britse autistische schrijver met het savantsyndroom, waardoor hij bijzonder goed kan rekenen, feiten kan leren en onthouden en in zeer korte tijd een nieuwe taal kan leren op een hoog niveau.
Tammet heeft een vorm van synesthesie waardoor hij getallen ziet als vormen en kleuren en waardoor hij uitkomsten van berekeningen voor zich ziet als landschappen. Hij voelt snel aan of een getal een priemgetal is of niet. Getallen roepen bij hem een emotie op; zo vindt hij het getal 289 lelijk en het getal 333 juist heel mooi.
Op 14 maart 2004, een pi-dag, somde hij van het getal pi de eerste 22.514 cijfers achter de komma op in vijf uur en negen minuten, een Europees record. Extra bijzonder was dat hij slechts enkele weken nodig had om dit te leren.
Tammet beheerst Engels, Frans, Fins, Duits, Spaans, Litouws, Roemeens, Estisch, IJslands, Welsh en Esperanto. Hij leerde IJslands in 7 dagen in het kader van een weddenschap voor een programma van Channel Five.
Hij schrijft taalcursussen voor zijn website en is af en toe te gast in televisieprogramma's, zoals 60 Minutes en bij David Letterman en De Laatste Show met Frieda Van Wijck.